# 2 World Trade Center
|  | Fremtidig bygning Denne artikel omhandler en bygning, der er under opførelse. Det er derfor muligt, at indholdet er af spekulativ natur, og ligeledes, at indholdet kan ændre sig markant efterhånden som flere oplysninger bliver tilgængelige. |

200 Greenwich Street er adressen for en ny kontorbygning der er ved at blive blive opført som en del af genopbygningen af World Trade Center i New York. Bygningen er også kendt som World Trade Center 2, og vil ligge placeret på den østlige side af Greenwich Street, tværs over gaden fra den oprindelige placering af tvillingetårnene, som blev ødelagt under terrorangrebet den 11. september 2001.
Den 79-etager høje bygning blev tegnet af Foster and Partners, og vil få en højde af 1.270 fod (387 m), med en stativ-formet antenne, der giver bygningen en samlet højde på 1.350 fod (411 m)
Hvis genopbygningen går efter planen, vil tårnet være den anden-højeste skyskraber i det nye World Trade Center og den tredje-højeste i New York, efter Empire State Building. Tårnet er designet til at ligne en diamant.
Det samlede etageareal på 200 Greenwich Street forventes at omfatte 2,4 millioner kvadratfod (220.000 kvadratmeter) af kontorlokaler.

## Eksterne links
- 200 Greenwich Street Arkiveret 27. februar 2010 hos  Wayback Machine – Hjemmeside
- 200 Greenwich Street Images Arkiveret 30. maj 2009 hos  Wayback Machine
- 200 Greenwich Street Design Update Arkiveret 31. marts 2009 hos  Wayback Machine(video)
- Foster + Partners Arkiveret 31. august 2012 hos  Wayback Machine
- Skyscraperpage.com Arkiveret 17. februar 2010 hos  Wayback Machine – Diagram over bygningen

40°42′42″N 74°00′45″V / 40.71167°N 74.01250°V